# Железница (Благоевградская область)
Железница (болг. Железница) — село в Благоевградской области Болгарии. Входит в состав общины Симитли. Находится примерно в 4 км к северу от центра города Симитли и примерно в 11 км к югу от центра города Благоевград. По данным переписи населения 2011 года, в селе  проживало 368 человек.

## Население
| Год     | 1934 | 1946 | 1956 | 1965 | 1975 | 1985 | 1992 | 2001 | 2011 |
| ------- | ---- | ---- | ---- | ---- | ---- | ---- | ---- | ---- | ---- |
| Жителей | 1139 | 1204 | 1071 | 681  | 513  | 448  | 413  | 407  | 368  |

| Национальность | Человек | Процент |
| -------------- | ------- | ------- |
| болгары        | 340     | 94,18%  |
| турки          | 4       | 1,11%   |
| цыгане         | 17      | 4,71%   |
| Всего ответов  | 361     |         |

|  |